# Tsav
Der Tsav oder Zaw (armenisch Ծավ Zaw; russisch Цав) ist ein linker Nebenfluss des Aras im Süden der armenischen Provinz Sjunik und im Bezirk Zəngilan in Aserbaidschan. Von 1993 bis 2020 war der aserbaidschanische Teil von der international nicht anerkannten Republik Arzach kontrolliert.
Der Tsav entsteht am Zusammenfluss seiner beiden Quellflüsse Schischkert (links) und Mezre (rechts) westlich der Ortschaft Tsav. Der Schischkert entspringt am Südhang des 3201 m hohen Chustup, während der Mezre am Nordhang des Meghri-Gebirges seinen Ursprung hat. Der Tsav fließt in östlicher Richtung, passiert die Orte Tsav und Nerkin Hand, überquert anschließend die aserbaidschanische Grenze und nimmt kurz darauf den Schikahogh linksseitig auf. Die Fernstraße M17, die Kapan mit Meghri verbindet, verläuft auf einem Teilstück im Flusstal des Tsav. Im Unterlauf wendet sich der Tsav allmählich nach Südosten und mündet schließlich südlich der Stadt Mincivan in den Aras. Der Tsav hat eine Länge von 42 km (einschließlich Quellfluss Schischkert 69 km).
Das 356 km² große Einzugsgebiet des Tsav umfasst einen Großteil des Schikahogh-Reservates. In den Monaten April und Mai führt der Fluss Frühjahrshochwasser. Die Abflüsse variieren zwischen 1,15 m³/s und 36,2 m³/s.